# 美吉田月
美吉田 月（みよしだ るな）は、日本のシンガーソングライター。

## 来歴
2003年12月「暗くなるまで待って」でデビュー。

## ディスコグラフィー

### シングル
- 暗くなるまで待って（2003年12月24日発売）

### 作詞
- 俺の日本海（2008年6月4日発売）  - 柳蓮二（竹本英史）